# Живопис
Живопис или фрескопис је термин којим се данас углавном означава црквено зидно сликарство користећи фреске. Порекло назива потиче од буквалног превода грчке речи зоографики (грч. ζωγραφικη; зои — „живот” и графики — „слика”). У средњем веку у Србији за зидно сликарство користили су се најчешће називи: светими образи украсити, пописати и пописаније, стенописаније, украсити образом писанија, писаније и подписаније.

## Потреба за живописом
Рана хришћанска уметност се заснивала на потреби сликања ликовних представа у религијској пракси (приказивање старозаветних и новозаветних личности, као и хришћаснких симбола), по узору на римску уметност и уметност неких источњачких религија. Функција живописа на Западу и Истоку се разликовала и пре одвајања 1054. године. На Западу је имала образовни карактер, док на Истоку, у Византији сматрана је као икона и увек је била у вези са основним догмама хришћанске вере. Византијски живопис од 11. века је дефинитивно утврђен иконографијом и местом ликовне представе у храму који су остали непроменљиви, а распоред тема је био подређен богослужењу. То значи да је распоред ликовних представа, такође, могао се наћи и на другим местима (манастирска трпезарија, параклисима, гробницама итд).

## Српски живопис
Српски живопис је од краја 12. века био под снажним утицајем византијске уметности, иако је било утицаја Запада, највише на приморју и његовом залеђу, док се у унутрашњости архитектура и ликовна уметност ослањала на византијски стил градње и осликавања манастира и цркава. Као техника зидног сликарства доминатно место заузима фреска, док је језик на натписима био грчки, до осамостаљења српске цркве. Од 1220. године натписи су на српском језику и данас представљају важан извор за изучавање српске историје. Важан извор су и представе ктитора појединих манастира и цркава на којима су насликани са моделом храма у руци и одећи која је била заступљена у време подизања задужбине.

## Епископи СПЦ на фрескама
Фрескописање ктитора храмова има дубоку традицију у српском фреско-сликарству. Бројни су прикази српских владара који на фрескама у руци држе макету храма који су посветили Христу, Богородици или неком светитељу. Најстарија таква фреска је приказ краља Михаила Војислављевића у Стону, а готово сви владари из династије Немањића су на тај начин приказани у својим задужбинама. Понекад су на фрескама новијих храмова приказани и световњаци, ктитори, па је таква пракса наилазила повремено на осуду јавности. У новије време, учесталија пракса да се живописају владике Српске православне цркве у храмовима који су у њихово време изграђени или само живописани.
Неки од таквих примера су прикази владике далматинског Фотија у манастиру Крка, владике западно-америчког Максима у цркви Светог Саве у Џексону, приказ митрополита црногорско-приморског Амфилохија у храму Христовог васкрсења у Подгорици и др.
Такве фреске се живопишу са јужне стране храма, ближе улазу.
Протојереј-ставрофор Велибор Џомић је коментаришући фреску са ликом митрополита Амфилохија (и осталих архијереја и мирјана-свјетовњака, задужбинара, међу којима је спорно да ли је и лик Мила Ђукановића), за подгоричке новине "Вијести" о ктиторским фрескама рекао: 
Ктиторска фреска чини саставни дио фрескописа једног православног храма. Остаје као свједочанство будућим нараштајима о онима који су градили храм и који су се уградили у тај храм. Тако је и у овом случају.
- Фреска са ликом владике далматинског Фотија, манастир Крка, Далмација, Хрватска
- Фреска са ликом владике западно-америчког Максима Васиљевића, црква св.Саве, Џексон, Калифорнија, Сједињене Америчке Државе
- Фреска са ликом митрополита црногорско-приморског Амфилохија Радовића, саборна црква Христовог васкрсења, Подгорица, Црна Гора